# پرژ زیتونتسیان
پرژ زیتونتسیان (ارمنی: Պերճ Արմենակի Զեյթունցյան؛ زادهٔ ۱۸ ژوئیهٔ ۱۹۳۸ - درگذشته ۲۱ اوت ۲۰۱۷) یک فیلم‌نامه‌نویس، نمایش‌نامه‌نویس و سیاستمدار اهل ارمنستان بود. وی بین سال‌های ۱۹۹۰ تا ۱۹۹۱ میلادی وزیر فرهنگ جمهوری ارمنستان بود.

## زندگی‌نامه
وی در سال ۱۹۳۸ در اسکندریه مصر به دنیا آمد؛ و پس از جنگ جهانی دوم به همراه خانواده اش به ارمنستان شوروی نقل مکان نمود. زیتونتسیان در سال ۱۹۷۵ به عنوان دبیر اجرایی اتحادیه نویسندگان ارمنستان برگزیده شد و این سمت را تا سال ۱۹۸۱ برعهده داشت. وی برنده جوایزی همچون نشان مسروپ ماشتوتس شده‌است. پرژ زیتونتسیان در روز دوشنبه ۲۱ اوت ۲۰۱۷ در سن ۷۹ سالگی درگذشت.

## آثار
- “Amenatkhur marde” [The Saddest Man] (1974)
- “Avervats kaghaki araspele” [The Legend of the Ruined City] (1975)
- “Astvatsneri kanche” [The Call of the Gods]
- “Anavart menakhosutyun” [Unfinished Monologue] (1981)
- “Mec Irutyune” [The Great Silence] (1984)
- “Votki, datarann e galis” [All Rise, The Court is in Session] (1988)
- “Tsnvel e u mahatsel” [Born and Died] (1995)